# Conchoderma
Conchoderma è un genere di crostacei lepadomorfi della famiglia Lepadidae.
Vi appartengono 2 specie di lepadi che vivono attaccate ad oggetti galleggianti e sommersi, carapaci di tartarughe marine e sulla pelle e le callosità dei cetacei.